# Caroline Janvier
Caroline Janvier (ur. 9 marca 1982 w Nantes) – francuska polityk reprezentująca partię La République En Marche!. W wyborach parlamentarnych czerwcu 2017 została wybrana do francuskiego Zgromadzenia Narodowego, reprezentuje departament Loret. Absolwentka Instytutu Nauk Politycznych w Paryżu.